# Euctenurapteryx luteiceps
Euctenurapteryx luteiceps là một loài bướm đêm trong họ Geometridae.